# Fernanda Veirano
Fernanda Camargo Veirano (Rio de Janeiro, 6 de junho de 1973) é uma ex-nadadora sincronada brasileira. Competiu representando o Brasil nos Jogos Olímpicos de Verão de 1992.

## Biografia
Começou a nadar aos seis anos, devido a uma bronquite. Com nove, já praticava nado sincronizado no Clube de Regatas do Flamengo. Passou a disputar competições nacionais e internacionais pelo rubro-negro e com 13 anos integrou a seleção nacional.
Em 1991, foi convocada para os Jogos Pan-Americanos de Havana, em Cuba, onde ficou em quinto no dueto com Cristiana Lobo. Foi campeã sul-americana na competição realizada em Medellín, na Colômbia, em 1992.
Classificou-se aos Jogos Olímpicos de Verão de 1992, em Barcelona.  Terminou em 39º lugar no solo e em 15º no dueto, novamente com Cristiana Lobo.
Foi convocada para disputar o Campeonato Mundial de Esportes Aquáticos de 1994, em Roma. Ficou em 12º lugar no dueto com Cristiana Lobo.
Sua última competição foi os Jogos Pan-Americanos de 1995, em Mar del Plata, na Argentina. Terminou em quarto lugar na disputa por equipes.
Após deixar o esporte, graduou-se em Publicidade.